# Cassidy Sugimoto
Pour les articles homonymes, voir Sugimoto.
Cassidy R. Sugimoto est une scientifique américaine de l'information, professeure et titulaire de la chaire Tom et Marie Patton à la School of Public Policy au Georgia Institute of Technology. Elle étudie les modes de traitement et de diffusion des savoirs, et est l'auteure du livre Big Data is Not a Monolith (MIT Press).

## Jeunesse et éducation
Sugimoto était étudiante de premier cycle à l'Université de Caroline du Nord à Chapel Hill, où elle a étudié la performance musicale. Elle a ensuite poursuivi des études supérieures à la même institution, mais cette fois au département de bibliothéconomie. Son sujet de recherche doctorale portait sur le développement de l'information et de la bibliothéconomie. Elle a évalué le mentorat, la collaboration et la formation interdisciplinaire en formation doctorale.

## Recherche et carrière
Après avoir obtenu son doctorat, Sugimoto a rejoint la faculté de l'Université de l'Indiana à Bloomington,. De 2018 à 2020, Sugimoto a travaillé comme directrice de programme pour le programme de la Fondation nationale pour la science sur la science de la science et la politique d'innovation. Sugimoto a été nommée professeure d'informatique à l'Université de l'Indiana en 2020. Elle a déménagé au Georgia Institute of Technology en 2021. Ses travaux de recherche portent sur la production, le partage et la consommation formels et informels des connaissances. Elle a été annoncée comme membre du conseil consultatif international de la revue scientifique Angewandte Chemie.

## Prix et distinctions
Cassidy Sugimoto a reçu plusieurs prix dont :
- Gagnante de la compétition de concerto à l'Université de Caroline du Nord à Chapel Hill (2002)[2]
- Prix de leadership James M. Cretsos de l'Association pour les sciences et technologies de l'information (2009)[6]
- Prix d'excellence en enseignement des administrateurs de l'Université de l'Indiana (2014)
- Membre du programme de leadership académique du Comité de coopération institutionnelle (2014)[7]
- Prix du bicentenaire de l'Université de l'Indiana pour service distingué (2020)[8]

## Publications sélectionnées
- (en) Cassidy R Sugimoto, Yong-Yeol Ahn, Elise Smith, Benoit Macaluso et Vincent Larivière, « Factors affecting sex-related reporting in medical research: a cross-disciplinary bibliometric analysis », The Lancet, Elsevier, vol. 393, no 10171,‎ 1er février 2019, p. 550-559 (ISSN 0140-6736 et 1474-547X, OCLC 01755507, PMID 30739690, DOI 10.1016/S0140-6736(18)32995-7).
- (en) Cassidy Sugimoto, Nicolas Robinson-Garcia, Dakota S Murray, Alfredo Yegros-Yegros, Rodrigo Costas et Vincent Larivière, « Scientists have most impact when they're free to move », Nature, NPG et Springer Science+Business Media, vol. 550, no 7674,‎ 1er octobre 2017, p. 29-31 (ISSN 1476-4687 et 0028-0836, OCLC 01586310, PMID 28980663, DOI 10.1038/550029A).
- (en) Cassidy R. Sugimoto, Thomas J. Sugimoto, Andrew Tsou, Staša Milojević et Vincent Larivière, « Age stratification and cohort effects in scholarly communication: a study of social sciences », Scientometrics, Springer Netherlands (d) et Springer Science+Business Media, vol. 109, no 2,‎ 29 juillet 2016, p. 997-1016 (ISSN 0138-9130 et 1588-2861, OCLC 4846912, DOI 10.1007/S11192-016-2087-Y).
- (en) Mike Thelwall, Stefanie Haustein, Vincent Larivière et Cassidy R Sugimoto, « Do altmetrics work? Twitter and ten other social web services », PLOS One, PLoS, vol. 8, no 5,‎ 2013, e64841 (ISSN 1932-6203, OCLC 228234657, PMID 23724101, PMCID 3665624, DOI 10.1371/JOURNAL.PONE.0064841).
- (en) Vincent Larivière, Chaoqun Ni, Yves Gingras, Blaise Cronin et Cassidy R. Sugimoto, « Bibliometrics: global gender disparities in science », Nature, NPG et Springer Science+Business Media, vol. 504, no 7479,‎ 1er décembre 2013, p. 211-213 (ISSN 1476-4687 et 0028-0836, OCLC 01586310, PMID 24350369, DOI 10.1038/504211A).
- (en) Carole J. Lee, Cassidy R. Sugimoto, Guo Zhang et Blaise Cronin, « Bias in peer review », Journal of the Association for Information Science and Technology, Wiley-Blackwell, vol. 64, no 1,‎ 10 décembre 2012, p. 2-17 (ISSN 1532-2882, 1532-2890, 0002-8231, 2330-1635, 2330-1643 et 1097-4571, OCLC 45266164, DOI 10.1002/ASI.22784).

### Livres
- (en) Blaise Cronin et Cassidy Sugimoto (éditeurs), Beyond Bibliometrics: harnessing multidimensional indicators of scholarly impact, Cambridge, MA, MIT Press, 2014, 466 p. (ISBN 978-0-262-32328-4)
- (en) Blaise Cronin et Cassidy Sugimoto (éditeurs), Scholarly metrics under the microscope: Citation analysis and academic auditing, Medford, NJ, Information Today, Inc., 2015, 466 p. (ISBN 978-1-573-87499-1)
- (en) Cassidy Sugimoto (éditrice), Theories of informetrics and scholarly communication, Berlin, De Gruyter Mouton, 2016, 426 p. (ISBN 978-3-110-30846-4)
- (en) Cassidy Sugimoto, Hamid Ekbia et Michael Mattioli (éditeurs), Big Data is not a monolith, Cambridge, MA, MIT Press, 2016, 312 p. (ISBN 978-0-262-33576-8)
- Vincent Larivière et Cassidy Sugimoto, Mesurer la science, Presses de l'Université de Montréal, 2018, 176 p. (ISBN 978-2-7606-3951-5)
- (en) Montgomery, L., Hartley, J., Neylon, C., Herrmann-Pillath, C., Huang, C-K., Gillies, M., Gray, E., Leach, J., Potts, J., Ren, X., Skinner, K., Sugimoto, C.R. et Wilson, K., Open Knowledge Institutions: Reinventing Institutions, Cambridge, MA, MIT Press, 2021, 176 p. (ISBN 978-0-262-54243-2)